# Michael Stipe
John Michael Stipe (Decatur, 1960. január 4. –) amerikai zenész, az R.E.M. együttes frontembere. Összetett, néha szürrealista dalszövegeiről és társadalmi-politikai aktivizmusáról ismert. Énekes-dalszerzőként Stipe számos művészre volt hatással, köztük Kurt Cobainre a Nirvanából és Thom Yorke-ra a Radioheadből.

## Élete
Apja az amerikai hadseregben szolgált, ezért gyermekkorában sokat utaztak, éltek Németországban is. Egyetemi tanulmányait a University of Georgián végezte, festőművészetet és fényképészetet tanult. Itt ismerkedett meg 1980-ban az R.E.M. későbbi tagjaival, Mike Millsszel, Peter Buckkal és Bill Berryvel. Az együttes 2011-ben oszlott fel.
Stipe a kilencvenes években filmes karrierbe is kezdett. Single Cell nevű filmes cége első sikereit az évtized végén érte el: Stipe volt többek között a Velvet Goldmine (1998), az Amerikai pszichó (2000) és A John Malkovich menet (1999) c. filmek producere.

### Magánélete
A szexuális irányultságára vonatkozó pletykák az R.E.M. befutása után azonnal szárnyra kaptak. 1992-ben az is elterjedt, hogy Stipe elkapta a HIV-vírust. Bár a hír nem volt igaz, Stipe nem cáfolta: nem volt kedve felvenni a harcot az újságírókkal. Egy 2001-es Time magazinnak adott interjúban „queer művészként” határozta meg magát. A Butt magazinnak adott interjújában kifejti: mind a nőkhöz, mind a férfiakhoz vonzódik, bár utóbbiakhoz jobban; élete társát is egy férfiban találta meg. A meleg címkét viszont nem szívesen használja magára, mert a queer szerinte alkalmasabb az olyan átmeneti identitások leírására mint az övé. Egy 2008 márciusában megjelent cikk kapcsán szexuális irányultsága újra a média fókuszába került. Az interjúban azt állítja: barátai és családja körében sosem titkolózott, de nem érezte, hogy erről a nyilvánosságnak is be kell számolnia. Az évek során azonban a véleménye megváltozott: „Mára rájöttem, hogy az, ha a közszereplők nyíltan beszélnek szexualitásukról, segíthet a srácoknak a világban.”

## Diszkográfia

### Szólóban
- In the Sun (2006) (Chris Martinnal közösen)
- Rio Grande (Courtney Love közösen) a Son of Rogues Gallery: Pirate Ballads, Sea Songs & Chanteys (2013) című albumon
- Your Capricious Soul (2019)
- Drive to the Ocean (2020)
- No Time For Love Like Now (2020) (Big Red Machine-nel közösen)
- Sunday Morning a I'll Be Your Mirror: A Tribute to The Velvet Underground & Nico (2021) című albumon